# Vaso Čubrilović
Vaso Čubrilović (ur. 14 stycznia 1897 w Gradišce, zm. 11 czerwca 1990 w Belgradzie) – Serb bośniacki, jeden z uczestników zamachu w Sarajewie.
Vaso Čubrilović urodził się w 1897 roku w Gradišce w Bośni. Čubrilović był studentem, gdy Danilo Ilić zwerbował go do organizacji przygotowującej zamach na Franciszka Ferdynanda. 28 czerwca 1914 roku Čubrilović znajdował się w tłumie przyglądającym się przejazdowi arcyksiążęcej pary, ale w końcu nie zdecydował się oddać strzałów, obawiając się zranienia książęcej małżonki. Po dokonaniu zamachu przez Gawriło Principa, który został aresztowany, policja poznała nazwiska wszystkich zamachowców. Vaso Čubrilović, po szybkim procesie, został skazany na 16 lat więzienia; nie zasądzono wyroku śmierci, ponieważ nie ukończył jeszcze dwudziestu lat.
Po klęsce państw centralnych zwolniono go z więzienia. Wrócił wówczas do Sarajewa i został nauczycielem, a następnie profesorem na Uniwersytecie w Belgradzie. W 1937 był autorem memorandum pt. Isterivanje Arnauta (Wysiedlenie Albańczyków), wręczonego rządowi jugosłowiańskiego. W dokumencie proponował rozwiązanie kwestii albańskiej w Jugosławii metodami siłowymi. Po II wojnie światowej był także w jugosłowiańskim rządzie ministrem rolnictwa, a następnie leśnictwa.
Zmarł w 1990 roku jako ostatni z zamachowców.